# South Floral Park
South Floral Park – wieś w Stanach Zjednoczonych, w stanie Nowy Jork, w hrabstwie Nassau.